# 营救效应
营救效应（英語：rescue effect）是由詹姆斯·布朗和阿斯垂德·柯德里克-布朗（Astrid Kodric-Brown）提出的现象，常用于集合种群动态和生态学中。这种族群興衰過程解释了个体如何帮助集合种群趋于稳定，延长小型孤立种群的持续时间，进而减少其绝灭的概率。换句话说，营救效应是同种个体重新定殖已发生或即将发生绝灭的斑块，促进种群网络长期维持。

## 内在机制
由于棲息地破壞和破碎化的日益严重，在物种生存受威胁的地区，营救效应变得异常重要。如果一个物种的分布范围因栖息地破坏而减少，其迁移率就会下降，从而导致同一物种相关联的另一种群，即使斑块未改变，种群数量也会下降。这说明斑块间迁移行为的减少或消失，以及由此造成的营救效应的缺失，是与物种丰度及斑块占有率直接相关的。
不同的景观或斑块因缺乏野生动物廊道而未连接时，可以观察到其对物种丰度和分布的类似影响。而当每个斑块的迁移率随着被定居的斑块比例的增加而增加时，就可以观察到相反的情况。这使局部丰度与被定居斑块数量呈正相关关系。
因此，在管理濒危物种时，集合种群动态和景观连接度对于种群在碎片化景观中持续存在具有重要意义，是应予考虑的因素。

## 与其他理论和现象的关系
营救效应普遍对岛屿种群有影响，即使与大陆联系不明显时亦然。然而，适用于任何岛屿的定律指出：当迁入率相对于绝灭率足够高时，距离物种扩散来源地更近的岛屿将具有更高的迁入率，因此和更孤立的岛屿相比，绝灭率和周转率更低。
另一方面，如果迁入和定殖率相对于绝灭率较低，这意味着与新到达的个体相比，种群中有更多个体死亡，营救效应效果就小。还可以得出结论，岛屿隔离程度与岛上种群的周转率成反比。
因此可以得出结论，同种个体重新定殖是使一些物种能够在岛屿上持续存在的重要的机制。岛屿类群循环早期阶段的代表物种尤其如此，其特征是缓斜率的物種面積曲線。
另外，对岛屿的有效营救效应的概率也和岛屿本身的大小相关。这称为“目标区域效应”（target‐area effect），它指出：岛屿面积越大，被定殖的可能性就越大，无论是主动迁入还是被动迁入。

### 营救效应与扩散运动
另一个与营救效应和岛屿生物地理学相关的共同基础是物种的扩散能力。对于那些具有良好扩散能力、具有高迁移率的物种，营救效应会增强。

### 营救效应与适应度
低的多样性会直接导致种群適應度降低，这取决于有害隐性等位基因的表达。在大量种群中，自然选择使这些等位基因保持在低频率。由于它们通常出现在杂合子中，因此它们被正常等位基因所掩盖。但是在小种群中，由于近亲繁殖，这些有害的等位基因可以漂移到高频率并以纯合子表达。
纯合（近交）个体通常生存率和繁殖力都较低，适应度也降低。迁移的自然过程能够从其他种群导入新的等位基因，增加杂合子数量，抵消有害等位基因的频率上升，从而起到营救作用。这意味着，迁入个体为种群带来新的等位基因，除了简单地增加数量之外，也对其适应度（健康）有积极的贡献。
目标种群的个体少、孤立且存在近交衰退时，营救效应最有可能发生。

### 营救效应与环境波动
通过扩散降低绝灭风险的营救效应是否有效，还取决于不同种群所面临的环境波动的相关性。如果相关性很高，所有种群同时衰落，就会降低空斑块的重新定殖率。这意味着，如果一个环境现象导致很大范围内许多种群的分布或丰度同时减少，那么营救效应发生的概率就非常低。

## 正面影响
前述的一些概念可能对种群管理非常有价值和适用。除了通过重新引入和迁移进行的人工干预扩散之外，也可以通过恢复和保护现有种群之间的栖息地来确保个体能正常扩散（进而促进营救效应），这有时称为景观基质（景观生态学常用术语）。

## 负面影响
当连接度有利于疾病、寄生虫或捕食者的传播时，增加的连接度也可能具有反作用。此外，基因流動有时会降低局部的适应度。随着新迁入个体的到来，其新的遗传变异性可能延迟或阻止岛内种群的遗传分化，令其无法适应岛屿栖息地。
现有研究已发现证据支持一种观点：进化出遗传上差异较大的岛屿种群象征着进入类群循环，导致岛上的地方种种群绝灭。